# دادگاه جادوگر
دادگاه جادوگر (کره‌ای: 마녀의 법정) یک مجموعه تلویزیونی محصول کره جنوبی سال ۲۰۱۷ با بازی جونگ ریو وون و یون هیون مین است. این مجموعه از ۹ اکتبر تا ۲۸ نوامبر ۲۰۱۷، روزهای دوشنبه و سه‌شنبه ساعت ۲۲:۰۰ (کی‌اس‌تی) از کی‌بی‌اس۲ پخش شد.

## بازیگران

### اصلی
- جونگ ریو وون در نقش ما یی دوم[۱][۵]
  - رو جونگ یی در نقش نوجوانی ما یی دوم
  - لی ره در نقش کودکی ما یی دوم
- یون هیون مین در نقش یو جین ووک[۱][۶]
  - جی مین هیوک در نقش جوانی جین ووک
- جون کوانگ ریول در نقش جو گاپ سو[۱][۷]
- کیم یو جین در نقش مین جی سوک[۱]